# Jules Brunel
Jules F. Brunel, né le 12 avril 1905 dans le quartier Notre-Dame-de-Grâce à Montréal et mort le 9 mars 1986, est un biologiste, botaniste et universitaire québécois.

## Biographie
En 1916, alors qu'il suit des études commerciales chez les Frères des Écoles chrétiennes au collège de Longueuil, il est initié par son professeur, le frère Marie-Victorin, à la botanique. En 1921, alors qu'il sort du collège, il est nommé assistant au Laboratoire de botanique de l'Université de Montréal, tandis qu'il complète, dans la même université, des études en lettres et en philosophie, puis en en botanique, en zoologie et en géologie et minéralogie, avant d'obtenir, en 1930, une licence en sciences naturelles. Il rejoint rapidement l'Association canadienne française pour l'avancement des sciences dont Marie-Victorin est le créateur et participe au Congrès de l'Acfas, comme conférencier, comme président ou comme secrétaire de la section biologie,. Il rejoint ensuite Les Cercles des Jeunes Naturalistes.
Avec son collègue biologiste, Marcel Cailloux, il demande en 1937 à l'Association canadienne française pour l'avancement des sciences d'appuyer leur demande de construction d'un aquarium sur l'île de Sainte-Hélène, dans un but éducatif et récréatif. L'Aquarium de Montréal ne voit finalement le jour que pour l'Exposition universelle de 1967.
Il est nommé professeur agrégé en 1935 et devient titulaire de la chaire de cryptogamie en 1943. Sous-directeur de l'Institut botanique de Montréal en 1938, il occupe ce poste jusqu'au décès du frère Marie-Victorin, en 1944, et il lui succède en tant que directeur. Il occupe les fonctions de direction de l'Institut jusqu'en 1955.
À sa mort, il laisse un fonds d'archives botaniques qui porte son nom, le fonds Jules Brunel. 

## Ouvrages
Comme écrivain
- 1962 : Le Phytoplancton de la Baie des Chaleurs

Comme éditeur
- 1935 : La Flore laurentienne, avec les Frères des écoles chrétiennes
- 1964 : Contributions de l'Institut botanique, avec les Presses de l'Université de Montréal

## Distinctions
- Il obtient en 1963 le prix du concours littéraire et scientifique du Québec, section des sciences de la nature, pour son ouvrage Le Phytoplancton de la Baie des Chaleurs.
- Le pavillon Jules-Brunel[7] de la Station de biologie des Laurentides est nommé en son honneur.